# Indicatori contabili di rotazione e di durata
Nel seguito si definiscono gli indicatori legati al tempo che sono in grado di cogliere i tempi di monetizzazione del capitale circolante netto. Gli indicatori di rotazione e di durata sono rilevabili anche attraverso l’analisi dei valori presenti nei bilancio civilistici e sotto opportune ipotesi sono in grado di stimare il tempo che intercorre in media tra il momento in cui vengono pagati i fornitori e quello in cui vengono incassati i crediti dai clienti per la vendita dei prodotti finiti o la cessione dei servizi. I movimenti contabili, in unità monetarie o unità fisiche, vengono registrati in modo continuato e cronologico in specifiche scritture (Scrittura contabile). I movimenti contabili sono rappresentati dai carichi, dagli scarichi e dalle esistenze.
Possibili esempi di voci contabili e dei relativi movimenti sono riportati nella Tabella.
| voce contabile         | unità | esistenze | carico           | scarico           |
| ---------------------- | ----- | --------- | ---------------- | ----------------- |
| Crediti Commerciali    | €     | crediti   | fatture emesse   | fatture incassate |
| Debiti verso fornitori | €     | debiti    | fatture ricevute | fatture pagate    |
| Scorte di magazzino    | €     | rimanenze | entrate merci    | uscita merci      |
| Scorte di magazzino    | u     | giacenze  | entrate merci    | uscita merci      |

Per le variabili specificate in Tabella si introduce la seguente notazione:
{\displaystyle i} =0,1,2,…,{\displaystyle m} è l’indice che enumera {\displaystyle m+1} movimenti contabili
{\displaystyle c_{i}} = il valore del movimento di carico per la i-esima operazione
{\displaystyle s_{i}} = il valore del movimento di scarico  per la i-esima operazione
{\displaystyle e_{i}}  = esistenza rilevata in corrispondenza del movimento i-esimo
Le regole di registrazione delle operazioni contabili sono:
Apertura del conto, i=0 :
{\displaystyle e(t_{0})=e_{0}}   costituisce l’esistenza iniziale.
Le esistenze nel periodo si conteggiano come:
{\displaystyle e(t_{i})=e(t_{i-1})+c(t_{i})-s(t_{i})} per  {\displaystyle 1\leq i<m}
Chiusura del conto, {\displaystyle i=m}  :
{\displaystyle e(t_{m})=e_{m}}   costituisce l’esistenza finale.

## Consistenza media
La consistenza media di una voce contabile in un dato periodo {\displaystyle T} rappresenta l’importo o la quantità media presente della voce contabile nel periodo {\displaystyle T} assegnato.
Un primo modo per calcolare la consistenza media consiste nel sommare il valore delle esistenze ad inizio periodo a quelle di fine periodo e dividere per due. Un simile approccio ipotizza che le esistenze siano state per metà durata quella di inizio periodo e per l’altra metà del tempo quelle di fine periodo. Tuttavia non è detto che i movimenti contabili siano tali: può darsi che l’esistenza iniziale si sia mantenuta tale solo per due giorni e poi sia aumentata o diminuita per la restante parte del periodo. La definizione rigorosa della consistenza media delle esistenze non può dunque prescindere dalla nozione di tempo e dal suo utilizzo per registrare i diversi movimenti contabili. Se si assume che le esistenze e il tempo variano in modo continuo allora la consistenza media è definibile come
{\displaystyle {\overline {c}}={{1} \over {T}}\int _{t_{0}}^{t_{m}}e(t)\,dt}
Se invece si adotta una rappresentazione del tempo e delle grandezze ad esso associate in termini discreti la consistenza media nel periodo {\displaystyle T} è definita come
{\displaystyle {\overline {c}}={{1} \over {T}}\sum _{i=0}^{m}e(t_{i})\cdot \Delta t_{i}}
dove {\displaystyle \Delta t_{i}=t_{i}-t_{i-1}} indica il tempo intercorrente tra due movimenti contabili consecutivi e {\displaystyle T=t_{m}-t_{0}} costituisce l’ampiezza del periodo in esame.
Riguardo agli intervalli di tempo, {\displaystyle \Delta t_{i}}, da considerare per la registrazione delle esistenze per semplicità si è soliti misurare l’esistenza a fine giornata. Se l’orizzonte temporale entro cui si intende calcolare la consistenza media è pari a {\displaystyle T}=1 anno, si suddivide {\displaystyle T} in 365 intervalli {\displaystyle \Delta t_{i}} in modo che ogni intervallo abbia lunghezza pari a {\displaystyle \Delta t_{i}}=1 giorno. In questo modo le movimentazioni (carichi, scarichi ed esistenze) vengono misurate in unità/giorno e la consistenza media annua risulta essere espressa in unità/anno.

## Indicatori di rotazione
Il concetto di rotazione di un movimento contabile esprime il numero di volte con cui, in un periodo stabilito, si esplica il movimento contabile stesso.
L'indice di rotazione è definito come:
{\displaystyle i_{r}={{\sum _{i=0}^{m}s(t_{i})} \over {\overline {c}}}}
{\displaystyle \sum _{i=0}^{m}s(t_{i})} rappresenta la somma totale delle unità scaricate nel periodo {\displaystyle T} e {\displaystyle {\overline {c}}} è la consistenza media nel periodo {\displaystyle T}.

### Indicatore di rotazione dei crediti commerciali
La rotazione dei crediti commerciali esprime il numero dei cicli di riscossione, ad esempio in un anno contabile, dei crediti concessi ai clienti. L’indicatore determina dunque una capacità di incasso ed è strettamente legato ai tempi di dilazione di pagamento concessi ai clienti.

### Indicatore di rotazione dei debiti verso fornitori
La rotazione dei debiti verso i fornitori esprime il numero di cicli di pagamento, solitamente in un anno contabile, dei debiti esigibili dai propri fornitori. L’indicatore determina dunque la capacità di adempiere ai debiti contratti ed è strettamente legato ai tempi di dilazione di pagamento concordati con i propri fornitori.

### Indicatore di rotazione delle scorte di magazzino
La rotazione delle scorte di magazzino esprime, solitamente in un anno contabile, il numero di volte che il magazzino si rinnova.

## Indicatori di durata media
Gli indicatori di durata media esprimono il tempo medio richiesto affinché un evento finanziario giunga a maturità.
La giacenza media è definita come
{\displaystyle {\overline {G}}={{T} \over {i_{r}}}={{\sum _{i=0}^{m}e(t_{i})\cdot \Delta t_{i}} \over {\sum _{i=0}^{m}s(t_{i})}}}
La giacenza media dei crediti rappresenta il tempo medio di incasso dei crediti commerciali ossia il numero di giorni di dilazione mediamente accordato ai clienti. La giacenza media dei debiti verso fornitori rappresenta invece il tempo medio di pagamento dei fornitori.
Si elencano nel seguito le ipotesi che permettono di calcolare il tempo medio per incassare i crediti commerciali dai dati contenuti nel bilancio civilistico. Il tempo medio di incasso dei crediti commerciali risulta essere stimabile in modo attendibile dal bilancio se sono valide le seguenti cinque ipotesi:
i)  Tutti i pagamenti delle fatture sono soggetti a dilazioni di pagamento
ii)  Le dilazioni concesse hanno tutte pari durata {\displaystyle \Delta \tau }
iii) Tutte le fatture presentano pari importo {\displaystyle c(t_{i})=f} in ogni {\displaystyle \Delta t} dove {\displaystyle i}=1,…,{\displaystyle m}
iv)  I creditori onorano con regolarità i pagamenti {\displaystyle s(t_{i})=f} per ogni {\displaystyle i}=1,…,{\displaystyle m}
v)  L’aliquota dell’IVA si applica a tutti i passaggi del titolo di proprietà
L’assunzione i) consente di non introdurre distorsioni originate dal fatto che parte dei ricavi non transitano nei crediti commerciali. L’ipotesi ii) permette di “aggirare” il fatto che un lettore del bilancio, esterno alla società, non conosce la durata della dilazione di volta in volta concessa. L’ipotesi iii) consente di considerare {\displaystyle f={{\sum _{i=0}^{m}c(t_{i})} \over {T}}} come ricavi medi giornalieri  il valore dei ricavi delle vendite e delle prestazioni dichiarato nel conto economico diviso per il numero di giorni contenuti nell’anno. L’ipotesi iv) permette di assumere che l’importo degli incassi non sia soggetta a fluttuazioni, inoltre grazie all’ipotesi iii) conduce a ritenere che gli scarichi (cioè gli incassi) siano proprio pari all’importo delle fatture emesse. Infine, poiché il valore dei ricavi dichiarato nel conto economico è al netto dell’IVA, mentre il valore dei crediti commerciali dichiarati nello stato patrimoniale è al lordo dell’IVA, l’assunzione v) consente di introdurre il fattore di correzione (1+IVA) ad ogni vendita e di ritenerlo valido per l’importo complessivo dei ricavi delle vendite e delle prestazioni.
Sia il periodo {\displaystyle T} costituito da {\displaystyle m} intervalli di tempo, {\displaystyle T=m\cdot \Delta t}. Sia {\displaystyle \Delta \tau } la durata delle dilazioni concesse. Si indichi con {\displaystyle \Delta \tau =n\cdot \Delta t} il tempo del transitorio necessario al primo incasso dei crediti da quando è stata emessa la prima fattura. Ritenendo di essere a regime si ha che per le ipotesi ii) e iii) le esistenze (i crediti) rimangono costanti lungo tutto {\displaystyle T}, {\displaystyle e(t)=n\cdot f}. Si dimostra con semplici passaggi che {\displaystyle {\overline {G}}=\Delta \tau }, ossia che la giacenza media dei crediti coincide con la durata delle dilazioni accordate ai clienti.
{\displaystyle {\overline {c}}={{1} \over {T}}\sum _{i=0}^{m}e(t_{i})\cdot \Delta t_{i}={{1} \over {T}}\cdot e(t)\cdot \sum _{i=0}^{m}\Delta t_{i}={{1} \over {T}}\cdot n\cdot f\cdot \sum _{i=0}^{m}\Delta t_{i}={{1} \over {T}}\cdot n\cdot f\cdot m\cdot \Delta t=n\cdot f}
{\displaystyle {\overline {G}}=T\cdot {{n\cdot f} \over {\sum _{i=0}^{m}s(t_{i})}}=m\cdot \Delta t\cdot {{n\cdot f} \over {m\cdot f}}=n\cdot \Delta t=\Delta \tau }
La formula per stimare il Tempo Medio di Incasso in mesi risulta essere
{\displaystyle TMI(in{\text{ }}mesi)\sim {{Crediti{\text{ }}Commerciali{\text{ }}finali} \over {Ricavi{\text{ }}annui\cdot (1+IVA)}}\cdot {{365} \over {30}}}